# أنتيغوا
أنتيغوا، أو ولادلي أو ودادلي كما يُسمِّيها السكان الأصليون، هي جزيرة من  جزر الأنتيل الصغرى في الهند الغربية، وهي واحدة من جزر ليوارد في منطقة الكاريبي وهي الجزيرة الأساسية في دولة أنتيغوا وباربودا. أصبحت أنتيغوا وباربودا دولة مستقلة تابعة لدول الكومنولث في 1 نوفمبر 1981.
كلمة «أنتيغوا» تعني «عريقة» بالإسبانية، وقد سُميت كذلك تيمناً باسم أيقونة في كاتدرائية إشبيلية تُدعى القديسة مريم من الكاتدرائية العريقة. يصل محيط الجزيرة إلى ما يقارب 87 كيلومتر وتبلغ مساحتها 281 كيلومتر مربع، وبلغ عدد سكانها 80,161 نسمة (بحسب التعداد السكاني في 2011). ويعتمد اقتصادها على السياحة، بينما يخدم قطاعها الزراعي السوق المحلية.
ويبلغ عدد سكان عاصمتها سانت جونز 21,000 نسمة، وتقع المدينة في الشمال الغربي للجزيرة، حيث تمتلك مرفأ عميق يستطيع استقبال الباخرات السياحية الكبيرة. المدن الأخرى الكبرى من حيث عدد السكان هي آل سينتس (3,412 نسمة) وليبيرتا (2,239 نسمة)، بحسب التعداد السكاني في 2001.

## أعلام
- ويليام هاربر
- روبي جوزيف
- ماري توماس
- دونالد مارتينو